# Stephanie Schiller
Stephanie Schiller (ur. 25 lipca 1986 r. w Poczdamie) – niemiecka wioślarka.

## Osiągnięcia
- Mistrzostwa Świata – Gifu 2005 – czwórka podwójna – 2. miejsce[2].
- Mistrzostwa Świata – Eton 2006 – czwórka podwójna – 3. miejsce[2].
- Mistrzostwa Świata – Monachium 2007 – czwórka podwójna – 2. miejsce[2].
- Igrzyska Olimpijskie – Pekin 2008 – czwórka podwójna – 3. miejsce[2].
- Mistrzostwa Świata – Poznań 2009 – czwórka podwójna – 3. miejsce[2].
- Mistrzostwa Europy – Montemor-o-Velho 2010 – dwójka podwójna – 1. miejsce[2].
- Mistrzostwa Świata – Bled 2011 – czwórka podwójna – 1. miejsce[2].